# Mottpolynom
Inom matematiken är Mottpolynomen Mn(x), introducerade av Nevill Francis Mott 1932, en serie polynom som definieras som koefficienterna av deras genererande funktion.
{\displaystyle e^{x({\sqrt {1-t^{2}}}-1)/t}=\sum _{n}M_{n}(x)t^{n}/n!.}
De första Mottpolynomen är  (talföljd A137378 i OEIS)
{\displaystyle M_{0}(x)=1}
{\displaystyle M_{1}(x)=-{\frac {1}{2}}x}
{\displaystyle M_{2}(x)={\frac {1}{4}}x^{2}}
{\displaystyle M_{3}(x)=-{\frac {3}{4}}x-{\frac {1}{8}}x^{3}}
{\displaystyle M_{4}(x)={\frac {3}{2}}x^{2}+{\frac {1}{16}}x^{4}}
{\displaystyle M_{5}(x)=-{\frac {15}{2}}x-{\frac {15}{8}}x^{3}-{\frac {1}{32}}x^{5}}
{\displaystyle M_{6}(x)={\frac {225}{8}}x^{2}+{\frac {15}{8}}x^{4}+{\frac {1}{64}}x^{6}.}